# Maʿale Chever
Ma’ale Chever   (hebräisch מַעֲלֵה חֶבֶר oder englisch Ma'ale Hever) auch Pne Chever (hebräisch פְּנֵי חֶבֶר) ist eine israelische Siedlung im Westjordanland. Sie liegt in der Nähe des Dorfs Bani Na'im (hebräisch בַּנִי נַעִים oder arabisch بني نعيم) und gehört zur Regionalverwaltung Har Chevron. Die am 31. Januar 1982 völkerrechtlich illegal gegründete Siedlung wurde nach dem nahe gelegenen Nachal Chever benannt.  Assaf Ramon, Sohn des israelischen Astronauten Ilan Ramon, kam 2009 beim Absturz seines F-16-Jagdflugzeugs bei Ma’ale Chever ums Leben.